# Casa del Reloj (stanice metra v Madridu)
Casa del Reloj (plným názvem španělsky Estación de Casa del Reloj; doslovně přeloženo jako „Dům hodin“) je stanice metra v Madridu, která se nachází v jižní aglomeraci města. Stanice má výstup do ulic Avenida de Gibraltar a Maestro ve městě Leganés.
Jedná se o stanici linky metra 12. Stanice je pojmenována po radnici s hodinami poblíž stanice metra.
Stanice vznikla v rámci výstavby linky 12 a byla otevřena 11. dubna 2003 zároveň s celou linkou. Stanice se nachází v tarifní zóně B1.

## Fotogalerie

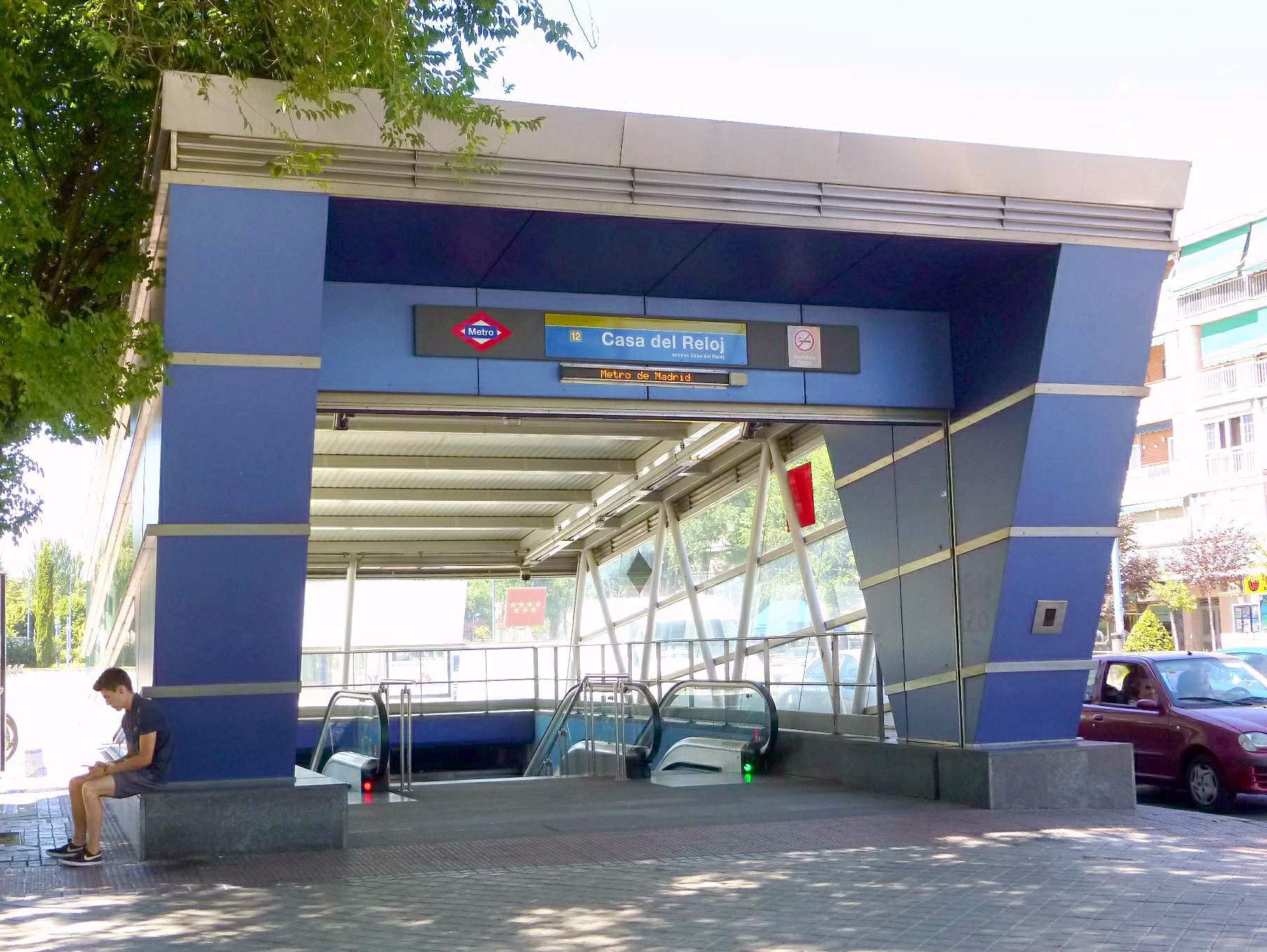
Vstup do stanice